# اچ‌ام‌ای‌اس جرالدتن (اف‌سی‌پی‌بی ۲۱۳)
اچ‌ام‌ای‌اس جرالدتن (اف‌سی‌پی‌بی ۲۱۳) (به انگلیسی: HMAS Geraldton (FCPB 213)) یک کشتی است که طول آن ۱۳۷٫۶ فوت (۴۱٫۹ متر) می‌باشد. این کشتی در سال ۱۹۸۳ ساخته شد.